# Floscopa glabrata
Floscopa glabrata là một loài thực vật có hoa trong họ Commelinaceae. Loài này được (Kunth) Hassk. mô tả khoa học đầu tiên năm 1870.